# Ameerega cainarachi

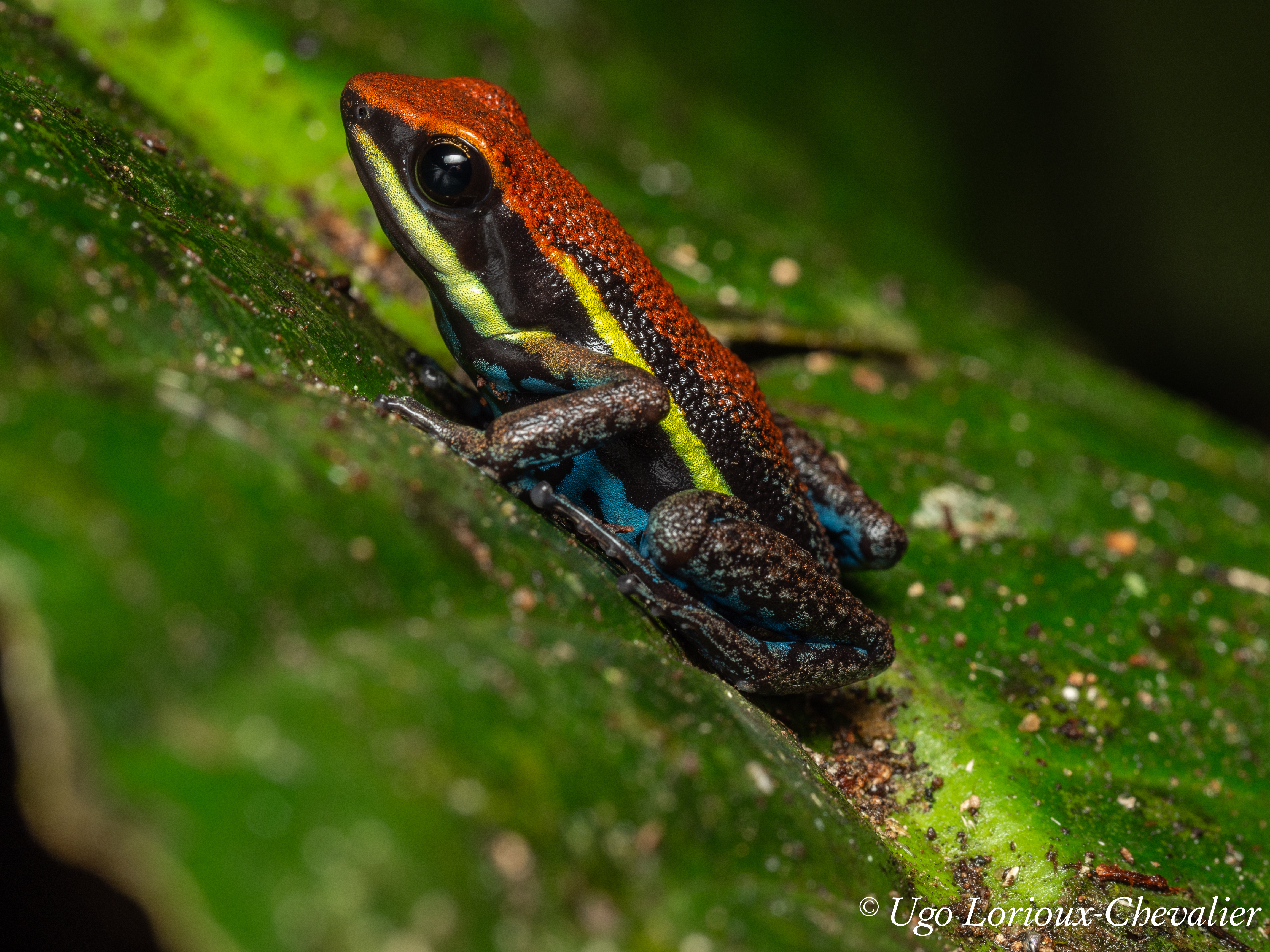

Ameerega cainarachi är en groddjursart som först beskrevs av Schulte 1989.  Ameerega cainarachi ingår i släktet Ameerega och familjen pilgiftsgrodor. IUCN kategoriserar arten globalt som sårbar. Inga underarter finns listade i Catalogue of Life.